# Langlaufen op de Olympische Winterspelen 1976
Langlaufen is een van de sporten die beoefend werden tijdens de Olympische Winterspelen 1976 in Innsbruck.

## Heren

### 15 kilometer
| rang   | sporter(s)        | land | tijd     |
| ------ | ----------------- | ---- | -------- |
| Goud   | Nikolaj Bazjoekov | URS  | 43:58.47 |
| Zilver | Jevgeni Beljajev  | URS  | 44:01.10 |
| Brons  | Arto Koivisto     | FIN  | 44:19.25 |
| 4      | Ivan Garanin      | URS  | 44:41.98 |
| 5      | Ivar Formo        | NOR  | 45:29.11 |
| 6      | William Koch      | USA  | 45:32.22 |
| 7      | Georg Zipfel      | FRG  | 45:38.10 |
| 8      | Odd Martinsen     | NOR  | 45:41.33 |

### 30 kilometer
| rang   | sporter(s)          | land | tijd       |
| ------ | ------------------- | ---- | ---------- |
| Goud   | Sergej Saveljev     | URS  | 1:30:29.38 |
| Zilver | William Koch        | USA  | 1:30:57.84 |
| Brons  | Ivan Garanin        | URS  | 1:31:09.29 |
| 4      | Juha Mieto          | FIN  | 1:31:20.39 |
| 5      | Nikolaj Bazjoekov   | URS  | 1:31:33.14 |
| 6      | Gert-Dietmar Klause | GDR  | 1:32:00.91 |
| 7      | Albert Giger        | SUI  | 1:32:17.71 |
| 8      | Arto Koivisto       | FIN  | 1:32:23.11 |

### 50 kilometer
| rang   | sporter(s)          | land | tijd       |
| ------ | ------------------- | ---- | ---------- |
| Goud   | Ivar Formo          | NOR  | 2:37:30.05 |
| Zilver | Gert-Dietmar Klause | GDR  | 2:38:13.21 |
| Brons  | Benny Södergren     | SWE  | 2:39:39.21 |
| 4      | Ivan Garanin        | URS  | 2:40:38.94 |
| 5      | Gerhard Grimmer     | GDR  | 2:41:15.46 |
| 6      | Per Knut Aaland     | NOR  | 2:41:18.06 |
| 7      | Pål Tyldum          | NOR  | 2:42:21.86 |
| 8      | Tommy Limby         | SWE  | 2:42:43.58 |

### 4 x 10 kilometer Estafette
| rang   | sporter(s)                                                           | land | tijd       |
| ------ | -------------------------------------------------------------------- | ---- | ---------- |
| Goud   | Matti Pitkänen Juha Mieto Pertti Teurajärvi Arto Koivisto            | FIN  | 2:07:59.72 |
| Zilver | Pål Tyldum Einar Sagstuen Ivar Formo Odd Martinsen                   | NOR  | 2:09:58.36 |
| Brons  | Jevgeni Beljajev Nikolaj Bazjoekov Sergej Saveljev Ivan Garanin      | URS  | 2:10:51.46 |
| 4      | Benny Södergren Christer Johansson Thomas Wassberg Sven-Åke Lundbäck | SWE  | 2:11:16.88 |
| 5      | Franz Renggli Edi Hauser Heinz Gähler Alfred Kälin                   | SUI  | 2:11:28.53 |
| 6      | Douglas Peterson Timothy Caldwell William Koch Ronny Yeager          | USA  | 2:11:41.35 |
| 7      | Renzo Chiocchetti Tonio Biondini Ulrico Kostner Giulio Capitanio     | ITA  | 2:12:07.12 |
| 8      | Rudolf Horn Reinhold Feichter Werner Vogel Herbert Wachter           | AUT  | 2:12:22.80 |

## Dames

### 5 kilometer
| rang   | sporter(s)           | land | tijd     |
| ------ | -------------------- | ---- | -------- |
| Goud   | Helena Takalo        | FIN  | 15:48.69 |
| Zilver | Raisa Smetanina      | URS  | 15:49.73 |
| Brons  | Nina Baldytsjeva     | URS  | 16:12.82 |
| 4      | Hilkka Kuntola       | FIN  | 16:17.74 |
| 5      | Eva Olsson           | SWE  | 16:27.15 |
| 6      | Zinaida Amosova      | URS  | 16:33.78 |
| 7      | Monika Debertshäuser | GDR  | 16:34.94 |
| 8      | Grete Kummen         | NOR  | 16:35.43 |

### 10 kilometer
| rang   | sporter(s)       | land | tijd     |
| ------ | ---------------- | ---- | -------- |
| Goud   | Raisa Smetanina  | URS  | 30:13.41 |
| Zilver | Helena Takalo    | FIN  | 30:14.28 |
| Brons  | Galina Koelakova | URS  | 30:38.61 |
| 4      | Nina Baldytsjeva | URS  | 30:52.58 |
| 5      | Eva Olsson       | SWE  | 31:08.72 |
| 6      | Zinaida Amosova  | URS  | 31:11.23 |
| 7      | Barbara Petzold  | GDR  | 31:12.20 |
| 8      | Veronika Schmidt | GDR  | 31:12.33 |

### 4 x 5 kilometer Estafette
| rang   | sporter(s)                                                          | land | tijd       |
| ------ | ------------------------------------------------------------------- | ---- | ---------- |
| Goud   | Nina Baldytsjeva Zinaida Amosova Raisa Smetanina Galina Koelakova   | URS  | 1:07:49.75 |
| Zilver | Liisa Suikhonen Marjatta Kajosmaa Hilkka Kuntola Helena Takalo      | FIN  | 1:08:36.57 |
| Brons  | Monika Debertshäuser Sigrun Krause Barbara Petzold Veronika Schmidt | GDR  | 1:09:57.95 |
| 4      | Lena Carlzon Görel Partapuoli Marie Johansson Eva Olsson            | SWE  | 1:10:14.68 |
| 5      | Berit Kvello Marit Myrmæl Berit Johannessen Grete Kummen            | NOR  | 1:11:09.08 |
| 6      | Anna Pasiarová Gabriela Sekajová Alena Bartošová Blanka Paulů       | TCH  | 1:11:27.38 |
| 7      | Shirley Firth Joan Groothuysen Susan Holloway Sharon Firth          | CAN  | 1:14:02.72 |
| 8      | Anna Pawlusiak Anna Gębala Maria Trebunia Władysława Majerczyk      | POL  | 1:14:13.40 |

## Medaillespiegel
| rang | land             | goud | zilver | brons | totaal |
| ---- | ---------------- | ---- | ------ | ----- | ------ |
| 1    | Sovjet-Unie      | 4    | 2      | 4     | 10     |
| 2    | Finland          | 2    | 2      | 1     | 5      |
| 3    | Noorwegen        | 1    | 1      | 0     | 2      |
| 4    | DDR              | 0    | 1      | 1     | 2      |
| 5    | Verenigde Staten | 0    | 1      | 0     | 1      |
| 6    | Zweden           | 0    | 0      | 1     | 1      |
|      |                  | 7    | 7      | 7     | 21     |